# Ceratetra
Ceratetra is een geslacht van vliesvleugeligen uit de familie Pteromalidae. De wetenschappelijke naam van dit geslacht is voor het eerst geldig gepubliceerd in 1974 door Dzhanokmen.

## Soorten
Het geslacht Ceratetra is monotypisch en omvat slechts de volgende soort:
- Ceratetra misha Dzhanokmen, 1974